# 新編歴史劇『海瑞罷官』を評す
「新編歴史劇『海瑞罷官』を評す」（しんぺんれきしげき「かいずいひかん」をひょうす、中国語:评新编历史剧《海瑞罢官》）は後の四人組の一人姚文元が1965年11月10日に上海の文匯報に発表した評論で、後にこの年の11月30日に全国紙の人民日報に転載された。
評論の対象は、1961年に発表された京劇「海瑞罷官」の作者・呉晗である。姚文元は、『海瑞罷官』は封建地主階級の海瑞を美化し、劇中の民衆冤罪取り消し（平冤獄）と地方官僚が没収した土地の民衆への返還（退田）は、反革命分子らの冤罪取り消しと集団化された土地の農民への再分配・人民公社解体を主張するもので、『海瑞罷官』はプロレタリア独裁と社会主義に反対する「毒草」であると攻撃するものであった（ただし姚文元はこの評論の中で、海瑞解任を彭徳懐罷免と結びつけて論じてはいない。両者を結びつけたのは、毛沢東である）。
この文章の発表で、呉晗およびその上司の彭真らに対する批判の雰囲気が急速に強まっていった。一般にはこの劇への評論が事実上文化大革命の序幕とされている。
この文章の発表には、1965年に上海に長期滞留した江青がかかわっていた。当時上海市委員会第一書記柯慶施の段取りで張春橋と姚文元の両人がその工作に協力した。江青、張春橋、姚文元は後に文化大革命で重要な役割をはたした四人組の3人で、この文章を書いたことは、このグループの最初の重要な政治活動であった。